# David Lipton
David Lipton (Boston, 9 de noviembre de 1953) es un economista estadounidense que se desempeñó como director gerente interino del Fondo Monetario Internacional desde el 2 de julio de 2019, luego de la nominación de Christine Lagarde como presidenta del Banco Central Europeo, hasta que Kristalina Georgieva fue nombrada en el cargo el 1 de octubre de 2019. Antes de ello se desempeñaba como primer subdirector gerente del FMI, desde septiembre de 2011. Lipton ha aparecido y sido entrevistado por numerosas publicaciones, entre ellas The Financial Times, Euromoney, Bloomberg News, y The Guardian.

## Trayectoria
David Lipton nació el 9 de noviembre de 1953 en Boston, Massachusetts, Obtuvo una licenciatura de la Wesleyan University, en 1975, seguida de un doctorado en Economía de la Harvard University, en 1982, bajo la supervisión de Jeffrey Sachs. Luego comenzó a trabajar para el Fondo Monetario Internacional. Después se unió a Jeffrey Sachs, asesorando a gobiernos de economías en transición, como Rusia, Polonia y Eslovenia, y escribiendo frecuentemente sobre el tema. Posteriormente comenzó a trabajar para la administración Clinton, en 1993, como Subsecretario del Tesoro para Asuntos Internacionales, desde cuyo cargo trabajó la crisis financiera asiática. Al dejar el sector público, Lipton se unió a un fondo de cobertura (Moore Capital Management), seguido de un período en Citi Bank, donde se convirtió en Jefe de Gestión Global de Riesgo País.
Antes de unirse al FMI, David Lipton se desempeñó como asistente especial del presidente Barack Obama. También fue parte del Consejo Económico Nacional y del Consejo de Seguridad Nacional en la Casa Blanca.